# Ra (Stargate)
Ra is een fictief buitenaards wezen in het Stargate universum dat voor het eerst opduikt in de film Stargate (1994). Later duikt hij nog eens een keer op in de televisieseries van Stargate SG-1. Deze Ra houdt verband met de Ra uit de Egyptische mythologie.
Volgens de Stargate SG-1 overlevering is Ra de meest geslepen en meedogenloze Goa'uld van alle Systeemheren bij elkaar. Zijn koningin is Hathor en zijn zoon heet Heru-ur. Door zijn superieure kennis en macht overschaduwde hij de anderen zodat de rest niet anders kon dan accepteren dat hij de Allerhoogste Systeemheer werd waardoor hij de facto Keizer van de Goa'uld werd. De titel op zichzelf stelt niet al te veel voor gezien de voortdurende hunker naar macht van de Goa'uld in het algemeen om hun positie te versterken.
Ra verscheen maar één keer in de televisieserie van Stargate SG-1 en wel in de laatste aflevering van seizoen 8, te weten Moebius, waarin het SG-1 team een tijdmachine gebruikt van de Ouden om terug te gaan naar de tijd vlak voor de opstand tegen Ra. Dat moet zo ongeveer 3000 jaar voor Christus zijn geweest.
In deze laatste serie is de cirkel rond en wordt gesuggereerd dat het SG-1-team verantwoordelijk is voor de opstand tegen Ra zoals deze 3000 jaar voor Christus ontstond.